# ديف هان
ديف هان (بالإنجليزية: Dave Hahn)‏ هو مرشد جبلي ‏ أمريكي، ولد في 3 نوفمبر 1961 في مدينة أوكيناوا في اليابان.